# 송현주
송현주(1964년 5월 12일 ~ )는 대한민국의 KBS 대구방송총국 소속의 아나운서이다.

## 경력
- 1985년 KBS 대구방송총국 소속 아나운서
- 2017년 KBS 포항방송국 소속 아나운서

## 진행

### 텔레비전
- KBS 930 뉴스 대구
- KBS 아침마당 대구

### 라디오
- 음악FM 송현주의 뮤직투어
- 음악FM 노래의 날개 위에
- 1라디오 아침의 광장 제작
- 1라디오 뉴스와이드 대구